# 芒特普萊森特 (特拉華州)
芒特普萊森特（英語：Mount Pleasant）是位於美國特拉華州紐卡斯爾縣的一個非建制地區。該地的面積和人口皆未知。

## 地理
芒特普萊森特的座標為39°30′39″N 75°42′41″W / 39.51083°N 75.71139°W，而該地的平均海拔高度為21米（即69英尺）。